# Amselfelder
Der Amselfelder (serbisch Косовско вино Kosovsko vino) war ein lieblicher roter Markenwein aus Jugoslawien, der in der damals serbischen Autonomen Provinz Kosovo als Verschnittwein der Rebsorten Gamay, Cabernet Sauvignon, Spätburgunder, Vranac und Prokupac produziert wurde.

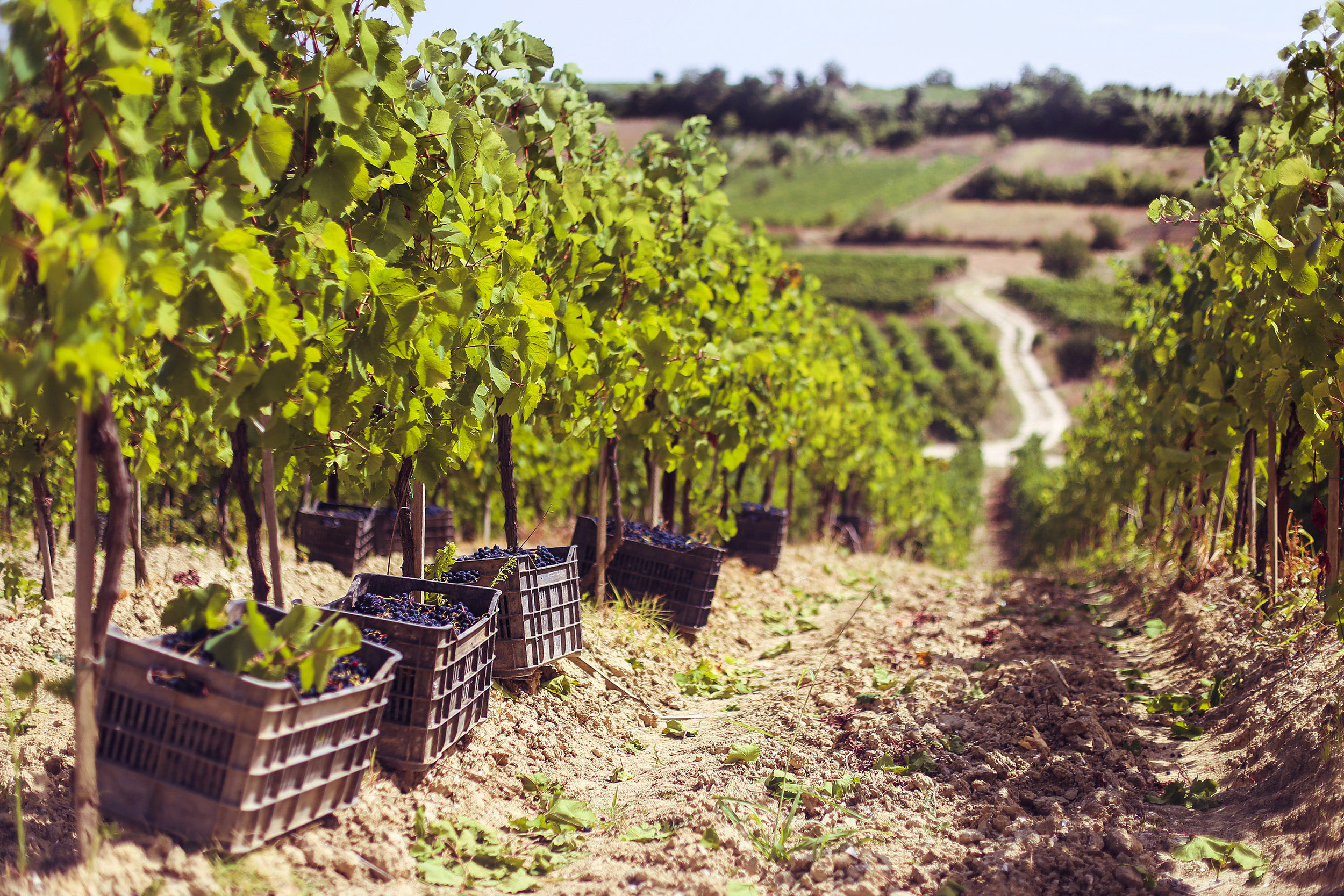
Weinberge bei Rahovec

Gekeltert wurde der Wein im ehemaligen Staatsbetrieb „PKB Kosovovino“ mit Sitz im Dorf Krusha e Vogël (serbisch Мала Қруша/Mala Kruša) südlich von Rahovec, das zur Weinregion von Prizren zählt, zu der auch die Anbaugebiete Hoça e Vogël/Mala Hoča und Hoça e Madhë/Velika Hoča sowie Suhareka gehören. Der Name Amselfelder leitet sich vom Amselfeld ab, der namensgebenden Landschaft des Kosovo, die auch in den Namen des Staatsbetriebs Kosovovino Eingang fand. Das Anbaugebiet des Amselfelders liegt jedoch im westlichen Teil des Kosovos, in Metochien, und nicht im östlichen, vom Amselfeld gebildeten Teil.

## Geschichte
Der Weinbau der Region Metochien reicht auf die Römerzeit zurück. So wurden in Velika Hoča dem historischen Weinbauzentrum Kosovos, bei archäologischen Untersuchungen Pithoi gefunden.
Im Mittelalter setzte der Weinbau unter Stefan Nemanja ein. 1198/99 wurde Velika Hoča als Metochi des Klosters Hilandar in einer Handschrift Nemanjas erwähnt. Als Metochi des Athosklosters wuchs Velika Hoča mit seinen zwölf Kirchen zu einem spirituellen Zentrum, in der sich neben den Mönchen auch zahlreiche Feudalherren niederließen, die dort die Weinkelterei förderten. Im Weiteren wurde die Bezeichnung Velika Hočas als Metochi auf die gesamte Landschaft westlich der Wasserscheide von Sitnica und Weißer Drin übertragen (Metochien). Während der Regierungszeit des Zaren Stefan Dušan wurde der Weinbau um Prizren in Rahovec, Mala- und Velika Hoča sowie Suhareka intensiviert. Um die sogenannte „Zarenstadt“ Prizren lagen seit dem 13. Jh. auch die Residenzen der serbischen Könige und Zaren. Hier wurde in der Überlieferung auch ein aus Keramik hergestellte, 25 Kilometer lange Leitung zwischen den Weinkellern Velika Hočas mit den Nemanjiden-Weinkellern Carske vinarije (Zaren-Weinkeller) in den Residenzen Svrčin und Ribnik bei Prizren erwähnt.
Als Stefan Uroš III. Dečanski seine Grablege bei Peja errichtete, übergab er seiner Grablege Visoki Dečani ebenso Weingüter in Velika Hoča. Bis heute existiert der Weinberg und -keller des Klosters (Vinarci manastira Visokog Dečana) im Ort. Metochische Reben wurden noch in der Regierungszeit Đurađ Brankovićs nach Belgrad und Smederevo exportiert. Den Export metochischer Weine regelte eine Verordnung Zar Dušans von 1350, in der auch die Taxierung festgesetzt wurde. Damit besaß dieses Agrargut im feudalen serbischen Reich eine hohe wirtschaftliche Bedeutung. Mit der osmanischen Eroberung wurde die Weinproduktion verboten; Wein wurde jedoch illegal hergestellt und unter den serbischen Einwohnern gehandelt.
Nach Verfall der Weinberge in den Balkankriegen und im Ersten Weltkrieg führte auch die Reblaus zwischen 1913 und 1923 auf allen nicht veredelten Rebstöcken zum Totalausfall. 1920 wurde in Orahovac eine Rebzucht begonnen, 1923 amerikanische Rebunterlagen eingeführt. Nach der Erneuerungen der Rebflächen bestockten zu 95 % Reben der Sorte Prokupac die Weinberge. 1939 wurden 3236 Hektar Rebfläche im Kosovo (überwiegend in Metochien) gezählt.
Ab 1957 begann der Aufschwung der staatlichen Weinproduktion auf sozialistischen Wirtschaftsgrundlagen. Damit einher ging die Veränderung agrotechnischer Methoden, Sortimentswahl sowie der allgemeine Aufschwung des Wirtschaftszweiges der Vinikultur im Kosovo. Das Kombinat „PIK Proges“ in Prizren wurde Träger bei der Vergrößerung der Rebflächen in der Prizrener Weinregion. 1946 wurde eine neue Kelterei in Landovica bei Prizren, 1960 eine in Mala Kruša eingerichtet. Die Projektion des Sortiments sowie der Herstellungs-Technologie übernahm die Landwirtschaftliche Fakultät Zemun.
Auf der Suche nach einem Gebiet, in dem ein lieblicher Rotwein in stets gleicher Qualität angebaut werden konnte, wurde die Firma Racke aus Bingen am Rhein in Metochien fündig. Der ertragreiche Boden und mehr als 300 Sonnentage pro Jahr sorgten dafür, dass hier zu Hochzeiten auf rund 8000 Hektar jährlich bis zu 60 Millionen Liter Wein produziert wurden. Das entspricht etwa dem Anbaugebiet des Dornfelders in Deutschland. Ein Betrieb im Kosovo soll die zweitgrößte Weinkellerei der Welt gewesen sein.
Der Amselfelder war in den 1960er und 1970er Jahren Westdeutschlands meistgekaufter Rotwein. Bis Anfang der 1990er soll er ein jährliches Umsatzvolumen von 30 Millionen Mark erreicht haben. Er wurde in großen Mengen exportiert; mit 30 Millionen Flaschen jährlich war die Bundesrepublik der größte Abnehmer. Der Weinbau des gesamten Kosovo beruhte bis Anfang der 1990er Jahre vor allem auf dem Export dieses Rotweinverschnitts. Neben dem Rotwein wurden auch geringere Mengen Weiß- und Rosewein unter dem Namen Amselfelder angeboten. Bis 1990/91 wurden 650 Millionen Flaschen in Deutschland verkauft.
Durch die Kriegswirren kam die Weinproduktion in den 1990er Jahren komplett zum Erliegen. Erst in der jüngeren Vergangenheit versuchten Weinbauern, wieder an die traditionellen Exporterfolge anzuknüpfen. Racke hatte ab 1993 den Amselfelder durch einen möglichst ähnlich gemachten Wein aus Spanien unter der Weinmarke „Amselkeller“ ersetzt.